# Star vs. the Forces of Evil
Star vs. the Forces of Evil (literalment traduït al català com a La Star contra les Forces del Mal) és una sèrie de televisió de dibuixos animats estatunidenca produïda per Disney Television Animation. El primer episodi es va emetre el 18 de gener del 2015 a Disney Channel com a avançament especial, i la sèrie va debutar oficialment el 30 de març del 2015 a Disney XD. L'autora del programa és Daron Nefcy, que havia treballat als guions il·lustrats de Wander Over Yonder i Robot and Monster. Nefcy va ser la segona dona a crear una sèrie d'animació per Disney Television Animation (després de Sue Rose, que havia creat Pepper Ann), i la primera dona a crear una sèrie per Disney XD. El 12 de febrer del 2015, ja abans del debut a Disney XD, Disney va acordar fer-ne la segona temporada, que es va estrenar l'11 de juliol del 2016. La quarta i última temporada fou estrenada el 10 de març de 2019, i va acabar el 19 de maig del mateix any.

## Argument
Star Butterfly («Estrella Papallona») és una princesa màgica de la dimensió Mewni. Pel seu catorzè aniversari, rep una vareta màgica que és una relíquia familiar. Quan per accident incendia el castell on vivia, els seus pares decideixen que és més segur enviar-la a la Terra com a estudiant d'intercanvi. Allà es fa amiga de Marco Díaz i viu amb ell i la seva família mentre va a l'acadèmia Echo Creek ("rierol de l'eco"). Star i Marco han d'afrontar el dia a dia escolar i al mateix temps evitar que la vareta màgica de Star caigui a les mans de Ludo, un dolent de Mewni que dirigeix un exèrcit de monstres. Star i els altres personatges originaris de Mewni poden viatjar per les dimensions mitjançant "tisores dimensionals" que obren portals.

## Personatges

### Principals
- Star Butterfly (interpretada per Eden Sher)[6] – És una princesa màgica de la dimensió Mewni. És qui dona nom a la sèrie. Pel seu catorzè aniversari, li regalen una vareta màgica que és una relíquia familiar, però quan provoca un gran accident l'envien a la dimensió Terra com a estudiant d'intercanvi, on viu amb la família Díaz.[1][7][8] Li agrada explorar i estar lluny dels seus pares i de la seva pressió perquè sigui una princesa perfecta.[9] Inicialment, Nefcy havia pensat que Star fos una estudiant de 9 o 10 anys obsessionada amb Sailor Moon i que vol ser una nena màgica tot i no tenir cap poder. Al principi el disseny consistia simplement en ella amb cors a les galtes, i més endavant hi va afegir unes banyes de dimoni. Quan va presentar la idea a Disney, ja l'havia fet més gran, i un executiu va suggerir que tingués poders màgics de veritat, cosa que va portar al concepte definitiu d'una estudiant d'intercanvi. Nefcy diu que Star s'assembla molt a ella, i que té molts defectes i aspectes propis de les noies reals.[10] Eden Sher, per qui Star és el primer paper com a actriu de veu, la descriu com la primera princesa de Disney que és potent, i s'hi sent molt identificada: "Tota l'estona està ficant la pota i fent de les seves, però al mateix temps té molt bon cor: és feroçment lleial amb els seus amics i no es fa enrere mai davant les dificultats. Hi passen tantes coses! I per això és tan divertit posar la veu d'aquest personatge".[11]
- Marco Díaz (interpretat per Adam McArthur)[6] – És un noi de 14 anys que es fa el millor amic de Star i el seu company d'aventures interdimensionals. Abans de conèixer-la, se'l considerava un noi prudent. Ajuda Star a combatre els dolents.[9] Al principi, Nefcy va imaginar-se'l com un noi obsessionat amb Bola de drac Z i el karate, però quan va convertir el personatge de Star en una estudiant d'intercanvi, li va semblar que el personatge de Marco, per equilibrar el de Star, havia de ser més aviat seriós, encara que amb les seves excentricitats. Alguns dels aspectes de Marco es basen en el marit de Nefcy. A Nefcy li agrada com l'actor que l'interpreta el representa intel·ligent i reflexiu però no d'una manera poc atractiva.[10] El seu nom del mig és Ubaldo, tal com es veu en un examen que fa a l'episodi "Matchmaker".
- Ludo (interpretat per Alan Tudyk)[6] – És l'enemic de Star, com ella originari de Mewni. Pretén robar la vareta màgica de Star per apoderar-se de l'univers amb els seus poders. És un monstre baixet, amb la pell de color verd grisós fosc, el cap rodó i un bec, i porta un casc fet amb la part de dalt del crani d'un animal. Dirigeix un exèrcit de monstres.[9] A la segona temporada, obté una nova vareta màgica feta en part dels fragments de la vareta màgica original de Star, i els seus nous seguidors són sobretot una aranya i una àguila gegants,[12] a qui anomena noies, a més d'un grup de rates i alguns monstres.

### Secundaris
- Sr. i Sra. Díaz (interpretats per Artt Butler i Nia Vardalos)[6] – Són els pares de Marco, i hostatgen Star a la Terra.
- Pony Head ("cap de poni", interpretada per Jenny Slate)[6] – És un cap volador d'unicorn.[13] La descriuen com a descarada, sarcàstica i maliciosa. No s'entén bé amb Marco, de qui està gelosa.[9] Nefcy va dir que l'origen de Pony Head està en una de les primeres històries de Star (de quan era una estudiant de 9 o 10 anys), en què, desanimada pels seus intents fallits de recuperar una bicicleta robada, se li apareixia una imatge de Pony Head que li deia que no es rendís.[10]
- Jackie Lynn Thomas (interpretada per Grey Griffin) – Una companya de classe que va en monopatí i de qui Marco ha estat enamorat des de petit.
- Rei Butterfly (interpretat per Alan Tudyk)[6] – És el pare de Star i el rei de Mewni. Es diu River ("riu").
- Reina Butterfly (interpretada per Grey Griffin) – És la mare de Star i la reina de Mewni. Es diu Moon ("lluna").
- Els monstres – Són sobretot barreges antropomòrfiques de membres animals i humans. De tant en tant, alguns tenen un paper més important en un episodi. Són, entre d'altres, Beard Deer, Bearicorn, Big Chicken, Boo Fly, Buff Frog, Lobster Claws, Man Arm, Spike Balls i Three-Eyed Potato Baby. A la primera temporada estan al servei de Ludo, però a la segona van per lliure.
- Ferguson i Alfonso (interpretats per Nate Torrence[6] i Matt Chapman) – Són els amics de Marco a l'acadèmia Echo Creek. Ferguson té el cabell taronja i li agrada fer cares amb la panxa, mentre que Alfonso té el cabell arrissat i du ulleres.
- Senyoreta Skullnick (interpretada per Dee Dee Rescher)[6] – És professora de Star i de Marco a l'acadèmia Echo Creek. A l'episodi "Match Maker", Star la converteix en trol per accident, i ja es queda així tota la sèrie.
- Sensei del dojo (interpretat per Nick Swardson) - És el sensei anònim del dojo on va Marco.
- Oskar Greason (interpretat per Jon Heder) – És un estudiant de l'acadèmia Echo Creek de qui Star està enamorada. Sol aparèixer tocant una keytar o al seu cotxe, que és on viu. El director Skeeves no hi confia, i en té una fitxa.
- Tom (interpretat per Rider Strong) – És un dimoni de l'Inframon amb tres ulls i molt arrauxat. Va ser nòvio de Star.
- Glossaryck (interpretat per Jeffrey Tambor) – És una mena de gnom amb la pell blava i una barba blanca que viu dins del llibre d'encanteris de Star i de vegades parla en endevinalles.
- Janna (interpretada per Abby Elliott) – És una estudiant molt maliciosa que va amb Star i Marco. A la segona temporada té un paper més important que a la primera. Sap moltes coses sobre Marco.
- Toffee (interpretat per Michael C. Hall[14]) – És un dolent amb aspecte humanoide reptilià. Apareix per primer cop a l'episodi "Fortune Cookies", i s'uneix a la banda de Ludo com a expert en eficiència del mal, però té els seus propis plans.[15][16][17] Nefcy va dir que volien "que Star combatés algú que fos una amenaça més gran", ja que Ludo era "superdivertit" però "no un dolent que faci por".[14]

## Rerefons i producció
Segons Nefcy, al principi va concebre Star com una nena que volia ser una nena màgica com Sailor Moon, i Marco com un nen obsessionat amb Bola de drac Z i el karate, i serien enemics en comptes d'amics. En aquesta primera versió, Star no tenia poders màgics, sinó que solucionava els problemes sobretot mitjançant la seva força de voluntat. Nefcy va començar a presentar el projecte mentre estava al tercer any de la carrera, perquè Cartoon Network estava sol·licitant activament episodis pilot de programes nous. Al començament, va adjudicar a Star 9 o 10 anys, que és l'edat que tenia ella quan, segons ha dit, estava obsessionada amb la sèrie d'animació Sailor Moon, però quan va proposar la sèrie a Disney va posar-li 14 anys. Llavors un executiu va suggerir que Star tingués poders de veritat, i Nefcy va incorporar aquesta circumstància a la sèrie, a més de la noció de diverses dimensions com a localitzacions de l'acció, la història marc que Star fos una estudiant d'intercanvi i l'origen reial de Star. Nefcy va dir que el concepte general va anar evolucionant durant uns sis anys.
Nefcy va dir que de jove van influir-la molt, a més de Sailor Moon i Bola de drac Z, les sèries japoneses d'animació Magic Knight Rayearth, Shōjo Kakumei Utena i Unico, la darrera de les quals incloïa un unicorn rosa. A banda de l'anime, també va esmentar sèries com Buffy the Vampire Slayer, i sèries de còmic independent com ara Scott Pilgrim i The Dungeon. Sobre el tema de desenvolupar més personatges femenins forts, va dir: "durant anys anava mirant la tele, però vaig haver d'anar al Japó quan era més jove per trobar els dibuixos animats amb els personatges que volia veure. Sempre em preguntava: ‘A veure, per què a la tele dels Estats Units no n'hi ha, d'això?’".
Una de les coses que li agraden a Nefcy de la sèrie és que l'institut no hi és l'experiència més important dels adolescents. També li agrada que Star va a la seva en lloc de preocupar-se d'encaixar. Com que no volia utilitzar el tòpic de mantenir en secret els poders màgics, tan comú en altres sèries de noies màgiques, va fer que tant els estudiants com els pares de Marco ja ho sabessin. A més, no presenta Star com una superheroïna típica, ja que no va expressament darrere dels superdolents a no ser que l'ataquin, i no es dedica a salvar gent. Nefcy va dir que en els episodis hi ha un equilibri entre la comèdia i el drama: "ens interessa molt que els nostres personatges semblin adolescents, i els fem passar per les emocions normals dels adolescents però en aquest entorn màgic".
Els guions il·lustrats i el disseny dels episodis es fan a Los Angeles. Describint-ne el procés, Nefcy va dir que tot es basa en el guió il·lustrat, ja que els autors hi planifiquen cada episodi. Els mateixos autors de guions il·lustrats també fan de guionistes, ja que a partir d'un esbós de dues pàgines fan un guió complet. Per un capítol d'onze minuts, cal fer uns 2.000 dibuixos durant sis setmanes. Després de la preproducció, que s'havia fet als Estats Units, l'animació de la primera temporada la va fer a Ottawa, Canadà, Mercury Filmworks (que també havia fet Wander Over Yonder i la sèrie Mickey Mouse) i més endavant es va continuar a les Filipines. La segona temporada la van animar Sugarcube i Rough Draft Studios, tots dos a Corea del Sud.
La sintonia de la sèrie la va compondre Brad Breeck, que ja havia compost la de Gravity Falls; Nefcy en va dir: "quan l'estàvem escoltant no ho sabíem, perquè només vam escoltar a cegues". Com a compositor de la sèrie, van escollir Brian Kim d'entre unes deu persones. Segons Kim, la música de cada dimensió té un so diferent: per exemple, la de l'acadèmia Echo Creek s'inspira en el rock independent de Los Angeles.
Inicialment, havent estat aprovada el març del 2013, estava previst que la sèrie s'estrenés la tardor del 2014 a Disney Channel, però finalment es va passar a Disney XD el març del 2015.

## Doblatge
| Personatge              | Veu en anglès (original) | Veu en català    |
| ----------------------- | ------------------------ | ---------------- |
| Star Butterfly          | Eden Sher                | Bárbara Mestanza |
| Marco Díaz              | Adam McArthur            | Albert Mieza     |
| Pony Head (Cap Poni)    | Jenny Slate              | Marta Barbará    |
| Tom Lucitor             | Rider Strong             | Iván Labanda     |
| Moon Butterfly          | Grey Griffin             | Alba Sola        |
| River Johansen          | Alan Tudyk               | Domènec Farell   |
| Glossaryck              | Jeffrey Tambor           | Ricky Coello     |
| Sr. Díaz                | Artt Butler              | Ramon Canals     |
| Angie Díaz              | Nia Vardalos             | Maribel Pomar    |
| Ludo Avarius            | Alan Tudyk               | Aleix Estadella  |
| Buff Frog (Gripau Brau) | Fred Tatasciore          | Jordi Royo       |
| Jackie Lynn Thomas      | Grey Griffin             | Isabel Valls     |
| Janna Ordonia           | Abby Elliott             | Graciela Moilna  |
| Kelly                   | Dana Davis               | Meritxell Ané    |
| Toffee                  | Michael C. Hall          | Eduard Doncos    |
| Meteora Butterfly       | Jessica Walter           | Lara Casals      |
| Eclipsa Butterfly       | Esmé Bianco              | Fina Rius        |

## Promoció i llançament
La intro de la sèrie es va presentar a la Comic-Con 2014 sis mesos abans de l'emissió d'estrena prevista, i això va fer que els fans en pugessin gravacions a YouTube i que a continuació creessin fan art i fanficció. El primer episodi es va estrenar a Disney Channel el gener del 2015, i la rebuda tan positiva que va tenir a les xarxes socials va portar Disney XD a encarregar-ne la segona temporada el febrer del 2015, sis setmanes abans del llançament de la sèrie a Disney XD, que va ser el març. Les actrius de comèdies de situació de Disney Olivia Holt i Kelli Berglund van participar en la promoció de la sèrie durant les setmanes anteriors a l'estrena a Disney XD, Holt disfressada de Star.
La segona temporada es va estrenar l'11 de juliol del 2016.
El febrer de 2017 s'anuncià que hi hauria una següent temporada, que es va estrenar el 15 de juliol del mateix any i va acabar el 7 d'abril de 2018. La quarta i última temporada fou estrenada el 10 de març de 2019, i va acabar el 19 de maig del mateix any.

## Rebuda
Kevin Johnson, de The A.V. Club, li va posar una B+ a l'episodi pilot, dient que la sèrie era una cosa amb què els nens podrien divertir-se molt i observant que la sèrie segueix tendències actuals de l'animació occidental "cap a personatges d'ulls grossos i estils visuals extravagants". També va afirmar: "excel·leix en escenes salvatges, ximples i intel·ligents que aporten riures i acció", però no esperava que els espectadors adults n'obtinguessin gaire cosa. Per una altra banda, l'estrena de Star vs. the Forces of Evil va ser el debut més vist d'una sèrie d'animació en la història de Disney XD.
Ressenyant els episodis de la primera temporada, Marcy Cook, de The Mary Sue, va descriure la sèrie com una barreja d'altres com ara Invader Zim i una versió netejada de Ren & Stimpy, amb gran interès per un públic femení preadolescent i adolescent a més d'alguns moments de rialles pels adults. Va dir: "Està molt bé veure una noia a qui li van les coses bufones i els arcs de Sant Martí posar-se a repartir llenya i amb ganes". No li va agradar que els episodis curts que formaven el pilot semblaven precipitats o inacabats, concretament li va molestar el canvi de personalitat de Marco, que va passar de ser un noi preocupat per la seguretat a un buscarraons karateka. Caitlin Donovan, del lloc web Epicstream, va incloure la sèrie entre les seves 10 sèries d'animació favorites del 2015, i va dir que, encara que els primers episodis eren "una mica abruptes pel meu gust, com si la sèrie s'esforcés massa a ser divertida i estranya", la sèrie va anar millorant en el desenvolupament dels personatges i l'elaboració de les relacions, amb "un final de la primera temporada molt dramàtic i d'alta tensió".

### Premis i nominacions
L'episodi "Party with a Pony" es va projectar a l'Annecy International Animated Film Festival el juny del 2015.
| Any  | Premi                                       | Categoria                                         | Nominat                 | Resultat | Ref.   |
| ---- | ------------------------------------------- | ------------------------------------------------- | ----------------------- | -------- | ------ |
| 2015 | Annecy International Animated Film Festival | Sèrie de televisió                                | Per "Party with a Pony" | Nominat  | [ 35 ] |
| 2016 | Annie Awards                                | Millor producció d'animació de televisió per nens | Per "Blood Moon Ball"   | Nominat  | [ 36 ] |

## Altres materials
Hi ha un llibre titulat Star vs. The Forces of Evil: Star and Marco's Guide to Mastering Every Dimension que fou escrit pel productor supervisor Dominic Bisignano i Amber Benson i fou publicat el 2017.